# Gyula Kőnig
Gyula Kőnig, také známý jako Julius König (16. prosince 1849 Győr, Maďarsko – 8. dubna 1913 Budapešť), byl maďarský matematik. Zabýval se mnoha obory napříč celou matematikou, zejména však algebrou, teorií čísel, geometrií, teorií množin a analýzou.

## Život
Gyula Kőnig se narodil v maďarském Győru, kde také získal základní a středoškolské vzdělání. Po ukončení střední školy odešel do Vídně studovat medicínu. Brzy však začal tíhnout spíše k přírodním vědám a matematice a z tohoto důvodu přestoupil na univerzitu v Heidelbergu, na níž tehdy učily takové osobnosti jako Gustav Kirchhoff nebo Hermann von Helmholtz. Osobou, která zapříčinila Kőnigův postupný příklon k čisté matematice, byl Leo Königsberger. Pod Königsbergerovým vedením získal König v roce 1870 doktorát za práci Zur Theorie der Modulargleichungen der elliptischen Functionen. Po půlročním studiu v Berlíně u Weierstrasse a Kroneckera se vrátil zpět do Budapešti a roku 1871 se stal docentem na tamní univerzitě. Profesuru získal na budapešťské technice roku 1874. Později se stal (třikrát) děkanem strojní fakulty a posléze (opět třikrát) rektorem. Roku 1905 odešel do penze.
Kőnig byl ženatý a měl dva syny – Dénese, který se stal rovněž matematikem a Györgyho, jenž byl literárním historikem.

## Práce
König se zabýval mnoha obory, především algebrou, teorií čísel, geometrií, teorií množin a analýzou. Jeho nejdůležitějším přínosem byla práce z roku 1903 o ideálech polynomů, v níž rozvinul některé Kroneckerovy myšlenky a podal několik důležitých výsledků týkajících se mimo jiné diofantických rovnic. Tato práce významně ovlivnila směřování dalších matematiků zabývajících se tímto oborem, jako byli David Hilbert, Emma Noether, Bartel van der Waerden nebo Wolfgang Gröbner. V posledních osmi letech svého života se Königův zájem přesunul směrem k teorii množin. Jeho nejdůležitějším výsledkem v této oblasti byla Königova věta. Roku 1904 ohlásil důkaz negace hypotézy kontinua, který se však ukázal být chybný. V posledních letech svého života se věnoval také matematické logice a teorii aritmetiky.